# Louis Antoine de Bougainville
Louis-Antoine, Comte de Bougainville (12 tháng 11 năm 1729 - 31 tháng 8 năm 1811) là một đô đốc và thám hiểm người Pháp. Một người cùng thời với James Cook, ông đã tham gia vào cuộc chiến tranh Pháp và Anh Điêng chống lại Anh. Sau đó, ông trở nên nổi tiếng cho các cuộc thám hiểm của mình, khu định cư đầu tiên được ghi lại trên quần đảo Falkland và chuyến đi của ông vào Thái Bình Dương.

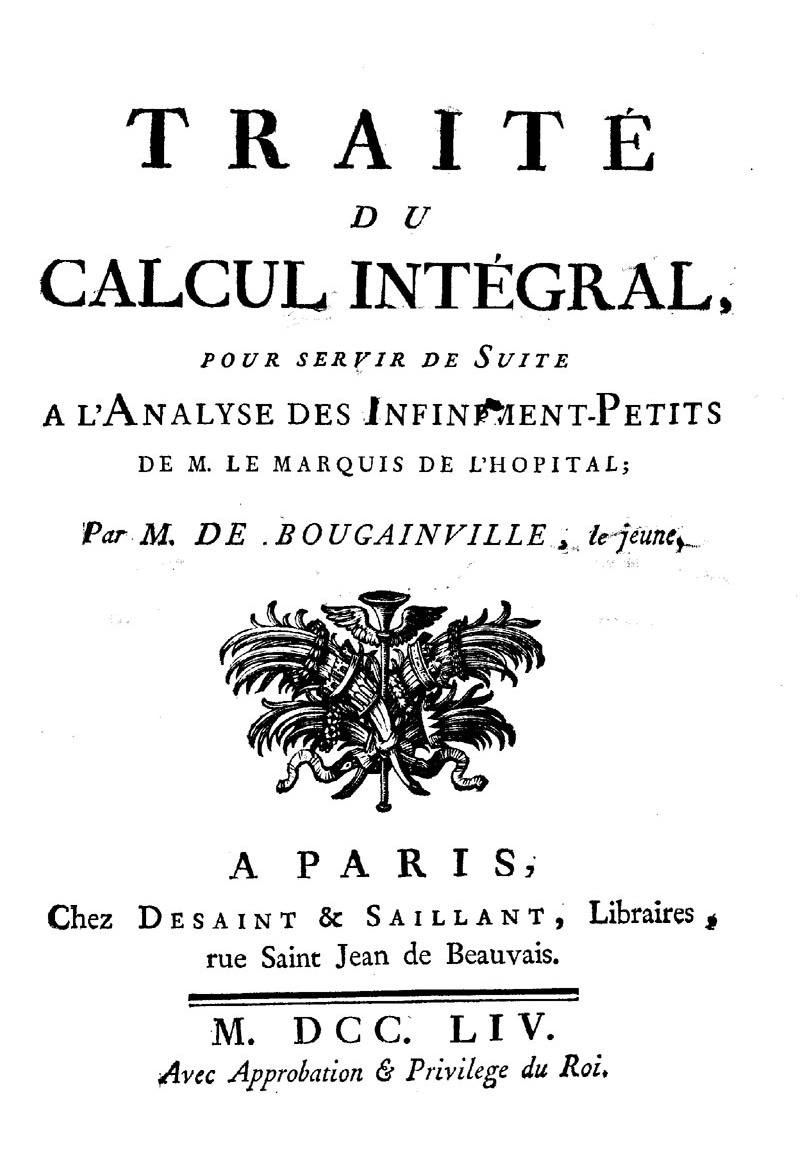
Traité du calcul intégral, 1754

Bougainville sinh ra ở Paris vào ngày 11 hoặc 12 tháng 11 năm 1729, bố là một công chứng viên. Ban đầu, ông theo học ngành luật, nhưng ngay sau đó đã từ bỏ ngành này, và năm 1753 gia nhập quân đội trong quân đoàn ngự lâm quân. Ở tuổi hai mươi lăm, ông xuất bản một chuyên luận về tích phân, như là một bổ sung cho luận văn của De l'Hôpital, Des infiniment petits.

## Hành trình
Bougainville là đô đốc Pháp, chỉ huy hành trình trên các tàu La Boudeuse và Étoile vào giai đoạn 1766–1769 đi vòng quanh thế giới. Giai đoạn này, đi cùng ông có Philibert Commerçon và Jeanne Baret, hai nhà thực vật học người Pháp. Trong đó, Jeanne Baret là người phụ nữ đầu tiên hoàn thành hành trình vòng quanh thế giới.